# The Outsyders
The Outsyders es un equipo de producción musical estadounidense de Atlanta, formado por Nikesha Briscoe, Rapheal Akinyemi y K. Briscoe. Los primeros créditos en escritura y producción del equipo fueron en "Womanizer", el primer sencillo de Circus, el sexto álbum de estudio de Britney Spears, el cual se posicionó número 1 en el Billboard Hot 100 de los Estados Unidos y en el Mundo.

## Discografía

### 2008
Britney Spears - Circus
- 01. "Womanizer"

Keyshia Cole - A different me
- 07. "Oh-oh, yeah-yeah" Con Nas